# Codice di Lipit-Ishtar

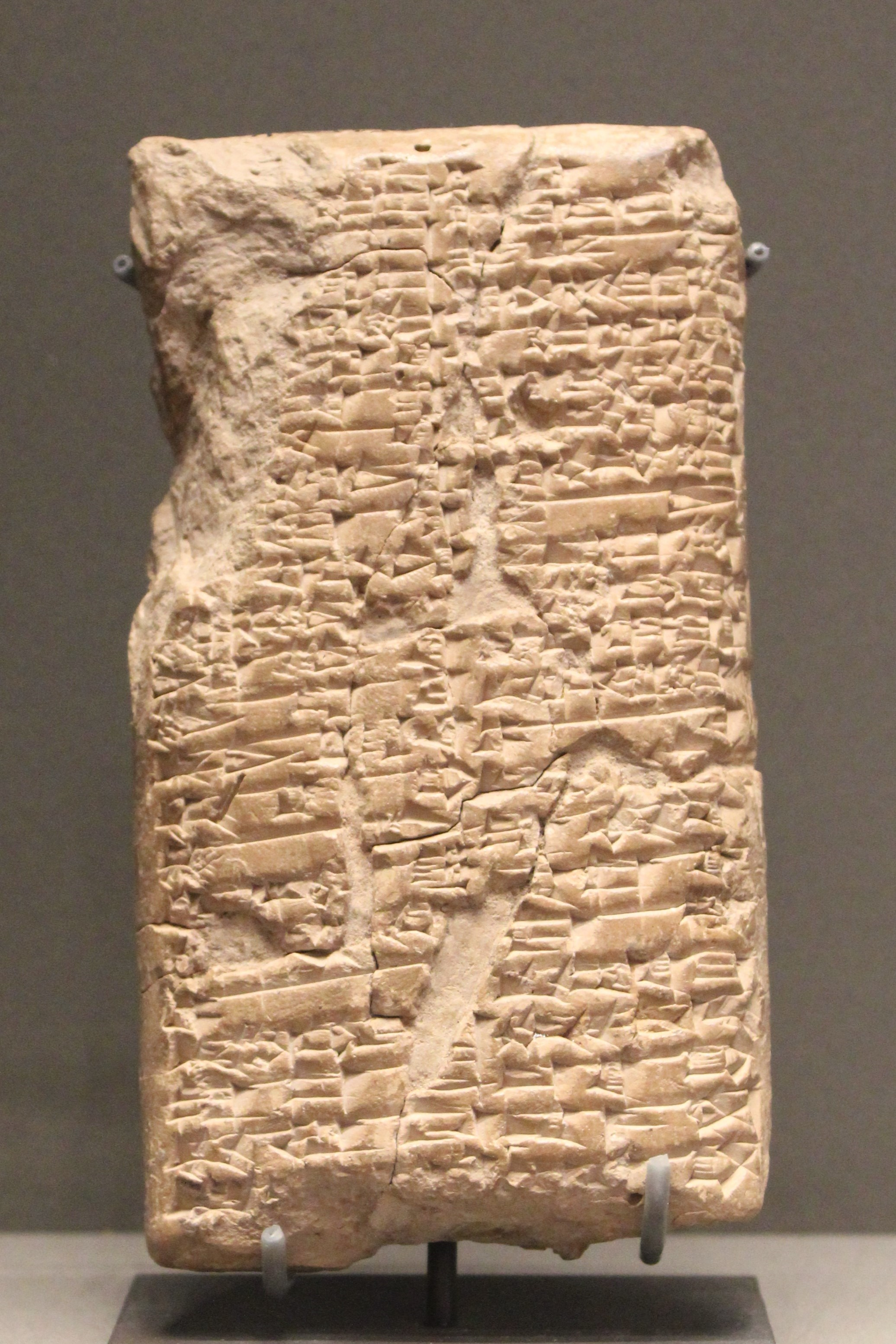
Prologo del codice di Lipit Ishtar esposto al museo del Louvre

Il Codice di Lipit-Ishtar è una raccolta di leggi promulgata da Lipit-Ishtar (1934–1924 a.C.), un sovrano della Bassa Mesopotamia. Si tratta di un codice legale scritto in caratteri cuneiformi in lingua sumera, appartenente al diritto cuneiforme.
È il secondo più antico codice di leggi giunto fino a noi, dopo il Codice di Ur-Nammu. Poiché è più dettagliato rispetto a quest’ultimo, aprì la strada al celebre Codice di Hammurabi, che sarebbe stato redatto in seguito.